# Criptocristianismo
El criptocristianismo es la práctica secreta del cristianismo, generalmente cuando se intenta camuflarlo como otra fe o se participa públicamente de otra religión. En lugares y períodos en los que los cristianos fueron perseguidos o el cristianismo fue prohibido, han surgido casos de criptocristianismo.

## Historia
En varios períodos y lugares se han visto grandes grupos criptocristianos y movimientos clandestinos. Esta generalmente era la reacción ante amenazas de violencia o acciones legales.

### Imperio Romano
El secretismo es un motivo que se encuentra en el Nuevo Testamento, particularmente en el Evangelio de Marcos. Según los evangelios, Jesús ocultó su misión o su identidad mesiánica hasta cierto tiempo, y ordenó a sus discípulos hacer lo mismo, por ejemplo en Marcos 9:9, después de la Transfiguración «Jesús les dio órdenes de no contar a nadie lo que habían visto». Este motivo ha sido llamado «el secreto mesiánico» y ha sido interpretado de diferentes maneras. Según una interpretación, el Jesús histórico quería evitar que se produjera inmediatamente un enfrentamiento con Roma, porque el gobernador romano Poncio Pilato no habría tolerado la existencia de un líder popular que se hubiera referido a sí mismo como el Mesías. También hay interpretaciones teológicas, de valor histórico y teológico mixto.
La política oficial bajo Trajano obligó a los cristianos a tomar una decisión: podían elegir retractarse de su fe, lo que significaba que se les permitiría vivir, o podían elegir no retractarse de su fe, lo que significaba que serían ejecutados como mártires. El término criptocristianismo se puede aplicar a ese segmento de la población de la iglesia que ocultó sus creencias cristianas como medio para evitar la persecución. En cambio, muchos cristianos, incluido Policarpo, optaron por conservar sus creencias y sufrir persecución, debido a que la doctrina cristiana no permitía a los cristianos profesar públicamente otra religión, incluso si mantenían una reserva mental contra ella, lo que la hacía más estricta que la práctica musulmana de taqiyya y las opiniones judías sobre el tema; pero muchos lo hicieron por debilidad.

### Japón
La aclamada novela Silence de Shūsaku Endō se basa en la historia oral de las comunidades católicas japonesas pertenecientes a la época de la supresión de la Iglesia.

### Imperio Otomano (Balcanes y Asia Menor)

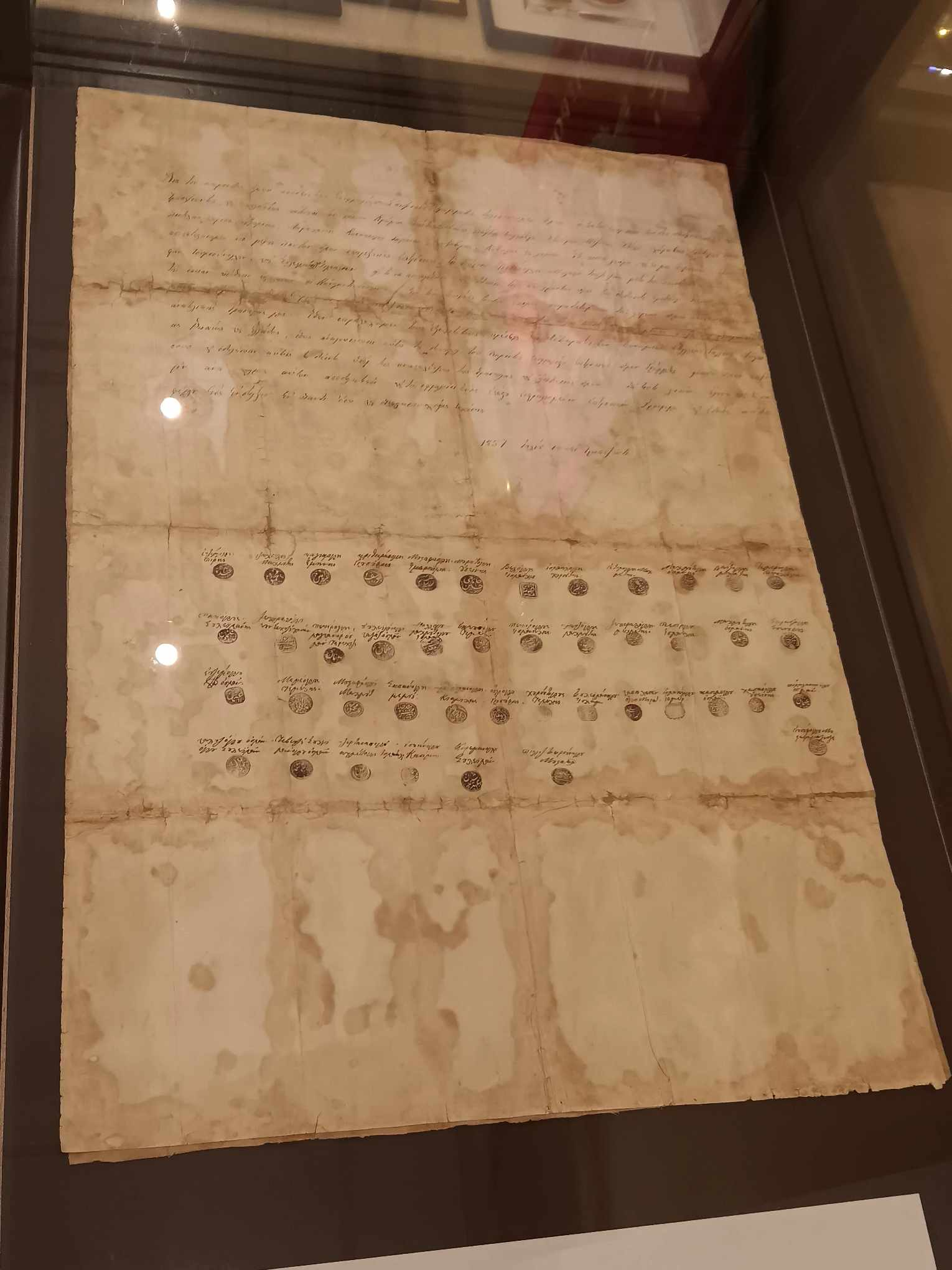
Carta escrita por un comité de criptocristianos. Trebisonda, 1857.

Una temprana certificación y justificación del criptocristianismo se encuentra en una epístola del Patriarca Ioannes XIV (Ιωάννης ΙΔ') (1334-1347) de Constantinopla a los cristianos de Bitinia (Asia Menor). Dice que «aquellos [cristianos] que por temor al castigo [de los musulmanes] quieran creer y practicar el cristianismo en secreto, también serán salvos, siempre que estudien las órdenes de Dios en la medida de lo posible».
Según se informa, los criptoortodoxos griegos vivían en muchas partes de los Balcanes otomanos y Anatolia. FW Hasluck proporciona una buena descripción de los criptocristianos entre los griegos pónticos del noreste de Anatolia y la región de los Alpes Pónticos (a menudo denominados Stavriotes), incluida una bibliografía sobre otras partes del Imperio Otomano.
Se cree que los criptoarmenios representan al menos dos grupos de armenios que viven en la actual Turquía. Un grupo ha sido islamizado bajo amenaza de exterminio físico, particularmente durante los pogromos armenios de mediados de la década de 1890 y el genocidio armenio de 1915. Los representantes de un grupo criptoarmenio diferente, mucho más pequeño, viven en aldeas separadas habitadas por turcos y kurdos en el este de Turquía (en los territorios de la patria tradicional armenia). Este grupo se diferencia del grupo «islamizado» antes mencionado por el proceso y la profundidad de su islamización.

### Oriente Medio
A medida que surgió la opresión de los cristianos bajo el califa fatimí Al-Hákim, las prácticas cristianas (y judías) se volvieron más ocultas. Las comunidades secretas aparecieron en Egipto durante el siglo XI y en Marruecos en el siglo XII bajo el dominio de los almohades. Muchas comunidades criptocristianas existieron en Medio Oriente hasta el siglo XIX, cuando las autoridades musulmanas continuaron tolerando requisitos mínimos de obediencia por parte de los conversos. Desde finales del siglo XIX en adelante, la mayoría de los grupos criptorreligiosos desaparecieron como resultado del ascenso del nacionalismo en los nuevos estados del Medio Oriente.

### Casos intracristianos
Las poblaciones históricamente ortodoxas orientales en los Balcanes y Europa del Este que habían estado bajo el dominio de varias entidades políticas católicas romanas (la República de Venecia, el Imperio austro-húngaro  y la República de las Dos Naciones) desde la Edad Media hasta la Edad Moderna fueron a menudo perseguidos violentamente por no adoptar la fe católica. Se promulgaron compromisos mediante los cuales a estos pueblos anteriormente ortodoxos (como los del oeste de Ucrania) se les permitió conservar sus peculiaridades rituales a condición de reconocer la jurisdicción papal sobre sus asuntos eclesiales, pero en muchos casos los fieles mantuvieron sus identidades ortodoxas a pesar de las concesiones hechas por sus jerarcas.